# Xanthostemon verus
Xanthostemon verus är en myrtenväxtart som först beskrevs av William Roxburgh, och fick sitt nu gällande namn av Peter G.Wilson. Xanthostemon verus ingår i släktet Xanthostemon och familjen myrtenväxter. Inga underarter finns listade i Catalogue of Life.